# Emi (rei)
Emi, de acordo com a Lista Real Sumeriana, foi um dos quatro rivais (os outros foram Elulu, Iguigui, e Nanum) que tentaram obter o controle da Acádia durante um período de interregno após a morte de Sarcalisarri.